# Jake Sitler
Jacob "Jake" Sitler, né le 18 juin 1989 à York, est un coureur cycliste américain.

## Biographie
Originaire de York en Pennsylvanie, Jake Sitler étudie durant son adolescence à l'Université de Shippensburg, où il obtient un bachelor de gestion des affaires en entreprise. En parallèle de son parcours scolaire, il pratique l'athlétisme en tant qu'étudiant universitaire, en se spécialisant dans le 3000m steeple. Dans cette discipline, il se voit qualifié provisoirement pour le championnat NCAA d'athlétisme de 2010 à 2012.
Après avoir subi une grave blessure en 2012, il décide de se tourner vers le cyclisme en débutant tout d'abord par le VTT, avant de participer à son premier cyclo-cross UCI en fin d'année. En 2013, il passe à la route et remporte plusieurs victoires, sur des épreuves locales.
Intéressée par ses performances, l'équipe continentale américaine Astellas le recrute en 2015, avec un contrat professionnel à la clé. Pour ses débuts à ce niveau, il se classe notamment seizième de la Joe Martin Stage Race sur le circuit UCI. Au mois de septembre, il participe au championnat du monde du contre-la-montre par équipes de marques, avec sa formation Astellas.
En 2017, il intègre la formation CCB Velotooler, qui obtient le statut d'équipe continentale. Avec celle-ci, il se distingue lors de l'An Post Rás, course par étapes de huit jours en Irlande, en obtenant la deuxième place de l'étape reine, après être passé à l'offensive à plus de 25 kilomètres de l'arrivée en compagnie de l'Australien Michael Storer, qui le distance quelques instants plus tard. À son retour sur le continent américain, il termine vingtième du Grand Prix cycliste de Saguenay et du championnat des États-Unis sur route, puis treizième de la Cascade Cycling Classic, avant de retourner concourir quelques courses sur le territoire européen, en France et en Belgique. Pour sa seconde tournée européenne, il réalise son meilleur classement sur le Grand Prix des Marbriers (18e).

## Palmarès sur route
- 2018
  - 1re étape de la Sea Otter Classic

## Classements mondiaux
| Année                                 | 2016  | 2017  |
| ------------------------------------- | ----- | ----- |
| Classement mondial                    | 2089e | 2714e |
| UCI Europe Tour                       | nc    | 1680e |
| UCI America Tour                      | 376e  | nc    |
|                                       |       |       |
| Légende : nc = non classéSource : UCI |       |       |